# Колба Ерленмеєра (Цілком таємно)

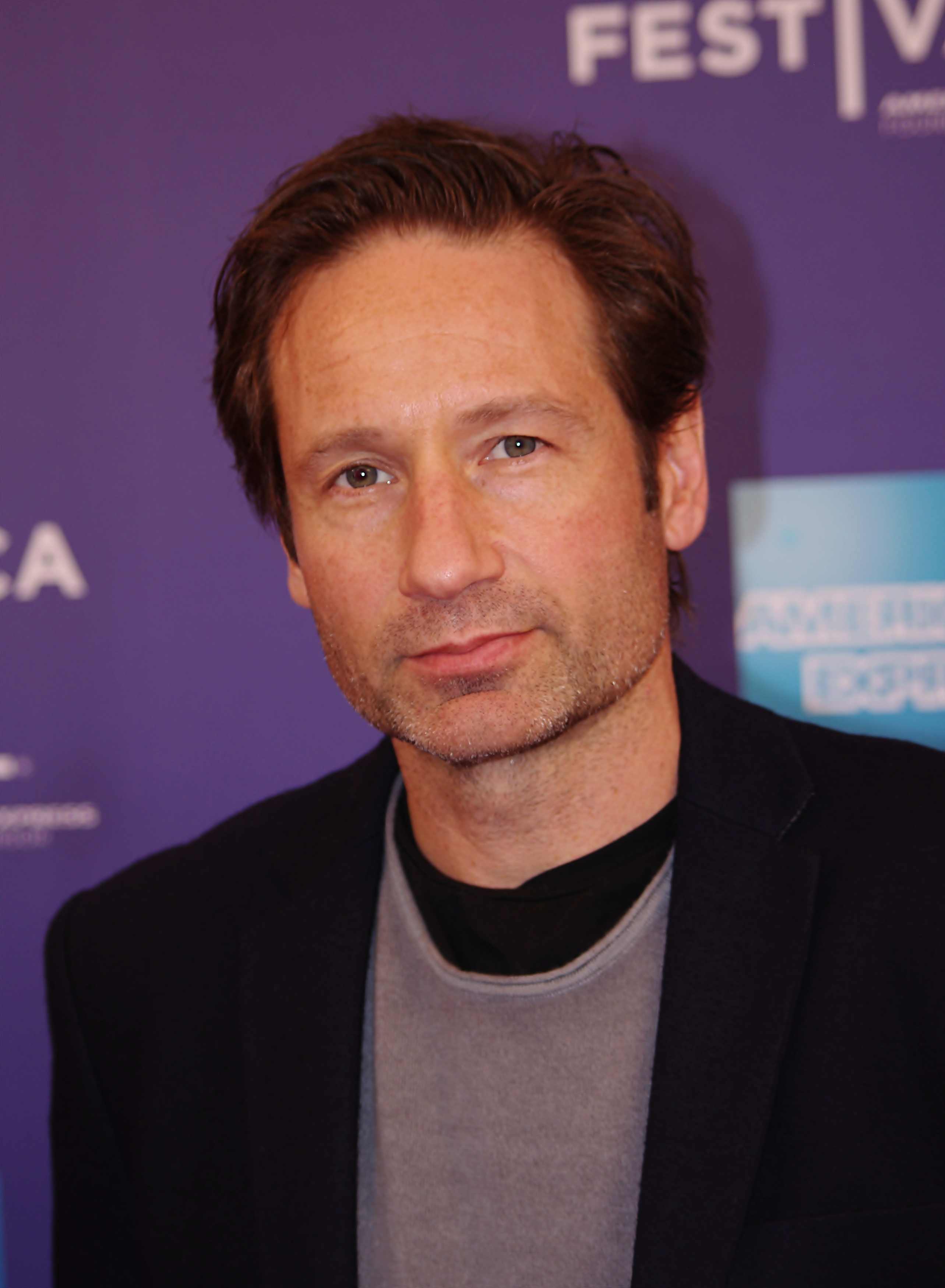

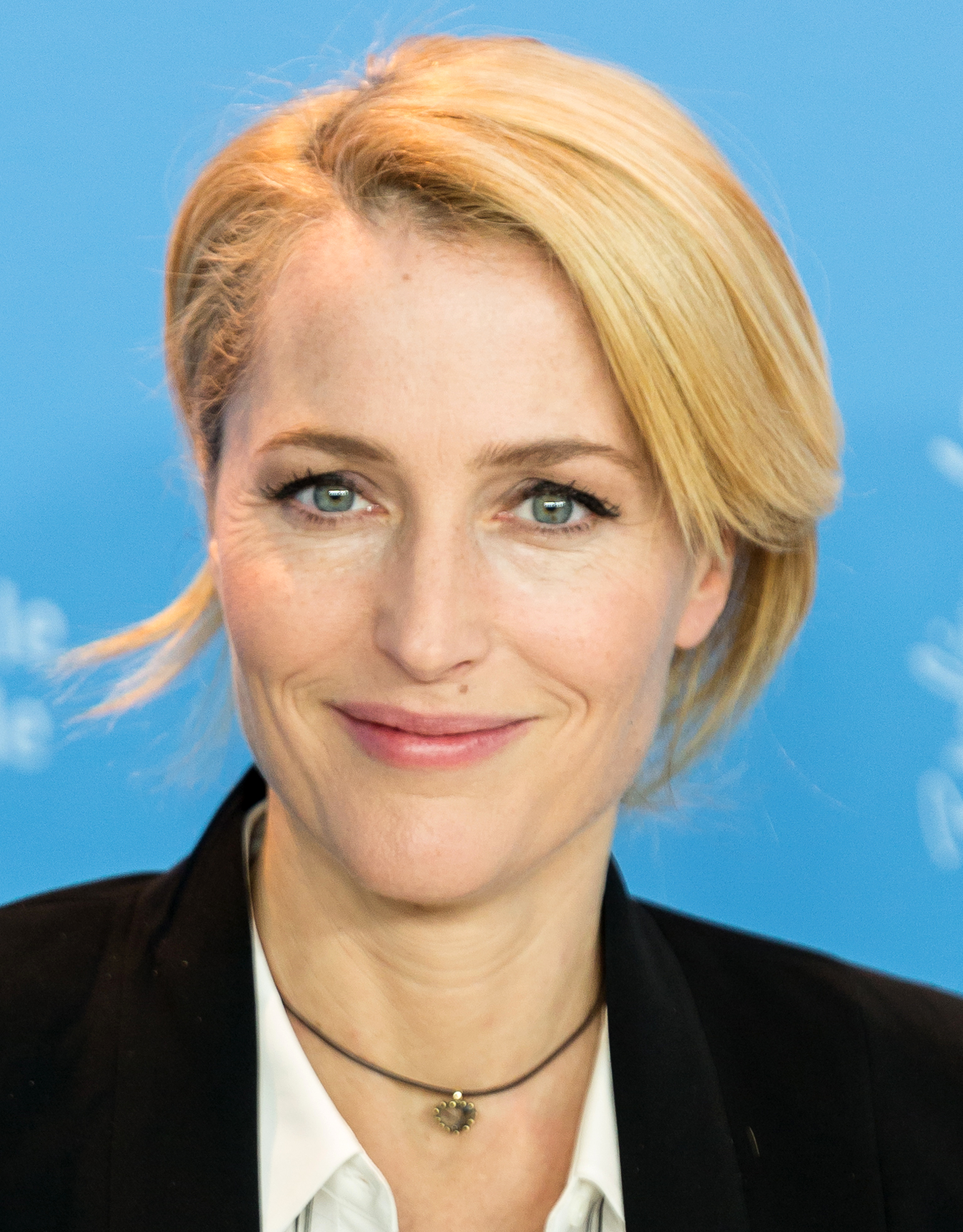

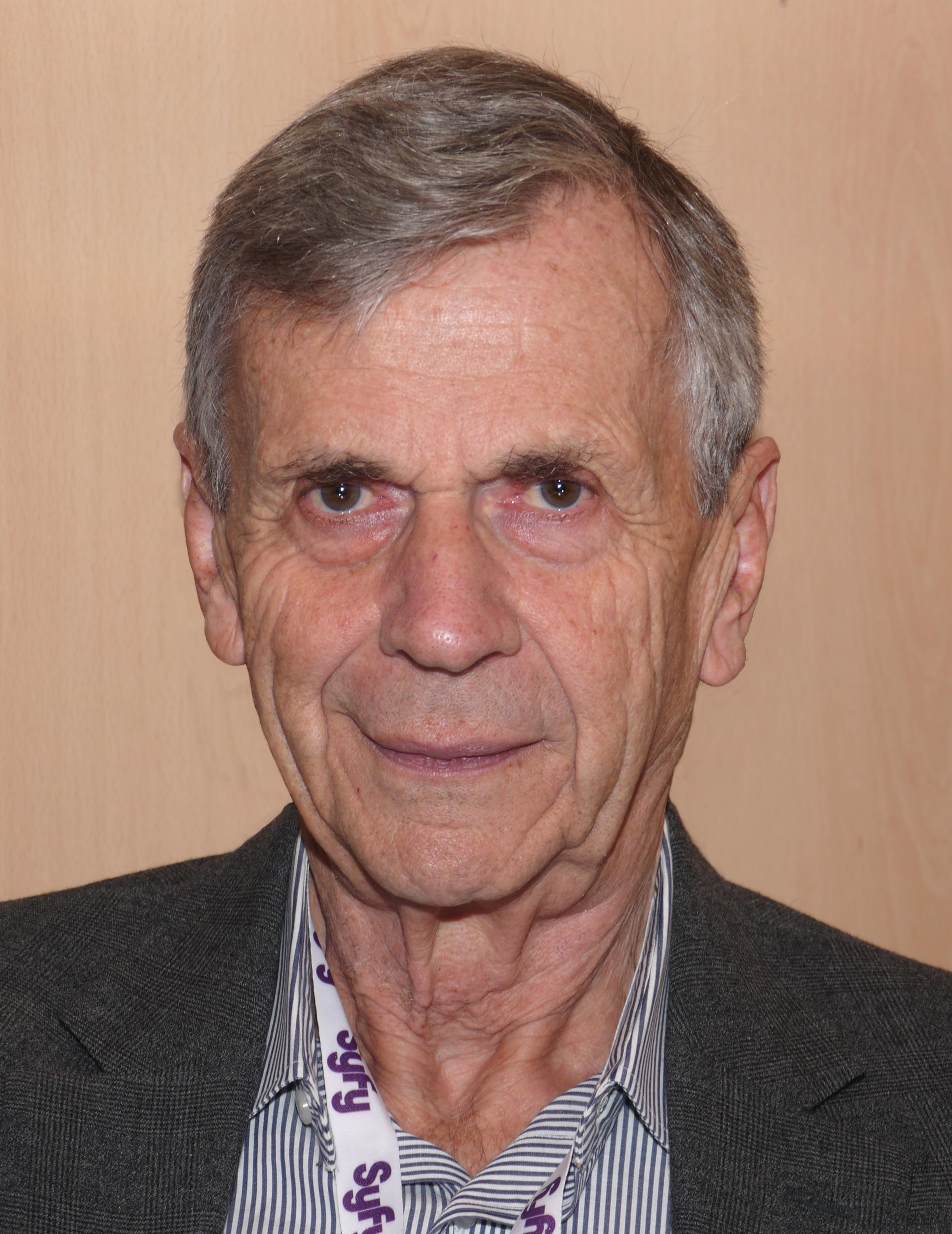

Колба Ерленмеєра, Не довіряй нікому (The Erlenmeyer Flask) — двадцять четверта частина першого сезону серіалу «Цілком таємно» («Секретні матеріали»).

## Короткий зміст
В Ардісі (штат Меріленд) у місцевості біля порту розгортається поліцейське переслідування; поліціянти переслідують автівку, водій якої — доктор Вільям Секаре. Секаре поранений, однак стрибає у воду. Поліція на місці, звідки доктор стрибнув у воду, знаходить плями зеленої крові.
Згодом Глибока Горлянка ділиться з Малдером деталями справи Секаре та стверджує, що ця справа має надважливе значення та може пролити світло на правду. Агенти розслідують справу та відвідують вченого Теренса Берубі, який працює в Гейтесбурзі того ж штату — його автівка була задіяна в інциденті з Секаре. Тієї ж ночі Глибока Горлянка ще раз зустрічається з Малдером та наполягає аби Фокс продовжив розслідування справи, при цьому Малдер не розуміє що саме має знайти.
Цієї ж ночі Берубі зіштовхується з Чистильником, котрий убиває Теренса та все робить так, ніби це самогубство. Під час розслідування на місці пригоди Малдер знаходить колбу Ерленмеєра з написом «чистий зразок» та віддає її для дослідження Скаллі. Дейна з колбою вирушає в Джорджтаунський університет та зустрічається із докторкою Енн Карпентер, кртра проводить дослідження вмісту колби.
В цьому часі Малдер прибуває до квартири Берубі, де знаходить ключі від якогось складу. Доктор Секаре дзвонить до офісу Беруби, Малдер відповідає на цей дзвінок від імені Берубі. Секаре оповідає про таємний урядовий проєкт, Малдер має бажання повідомити про це громадськості. Чистильник в цьому часі з автомобіля із відповідним устаткуванням прослуховує дану телефонічну розмову. В часі розмови із Секаре щось стається, свідок події викликає невідкладну допомогу. В автівці парамедики голкою від шприця проколюють шкіру Секаре, з тіла виривається газ, від якого медики труяться. Автівка зупиняється, Секаре зводиться та утікає з неї.
Малдер добирається до сховища із знайденим ключем та відчиняє двері, в приміщенні знаходиться п'ять баків-акваріумів з людьми, вони напівлежать в якійсь рідині з підключеними до тіла трубками. Шостий бак-акваріум пустий. Докторка Карпентер встановлює, що в колбі містяться зразки бактерій, котрі не існують в природі та описує їх як позаземного походження — виявила 2 додаткових ланцюги в структурі ДНК. Малдер покидає приміщення складу, його переслідують, однак агенту вдається відірватися. Наступного ранку Фокс і Скаллі приходять до складу, в приміщенні нічого нема — тільки голі стіни. При зустрічі з ними Глибока Горлянка пояснює цю таємницю — Берубі здійснював експерименти над людьми із застосуванням позаземного вірусу. 6 смертельно хворих волонтерів стали піддослідними і цілком позбулися своїх хвороб. Коли з'ясувалося, що всі добровольці будуть ліквідовані, Берубі допоміг Секаре утекти.
Скаллі повертається до Джорджтаунського університету та виявляє, що докторка Карпентер з усією родиною загинули в автомобільній аварії. Малдер ще раз відвідує дім Берубо, в приміщенні під дахом знаходить Секаре та намагається переконати піти з ним, Чистильник, що їх таємно спостерігав, вбиває доктора. Малдер втрачає свідомість від газу, що виділився із рани в тілі Секаре, в непритомному стані його захоплюють.
Глибока Горлянка знаходить Скаллі біля дверей квартири Малдера і повідомляє, що міг би домовитися з людьми, котрі викрали Фокса. Він дає Скаллі посвідчення, з допомогою якого вона зможе проникнути на територію особливо охоронюваного об'єкту в Форті Марлен. При проходженні контролю охоронець задає несподіване запитання про проєкт, щодо якого прибула Скаллі, вона пригадує напис на колбі та повідомляє — «Чистота зразка». Пересуваючись об'єктом, Дейна знаходить заморожений в азоті ембріон прибульця. Покинувши об'єкт, Дейна на мості зустрічається з Глибокою Горлянкою, він не дозволяє Скаллі самій вести перемовини. Глибока Горлянка передає заморожений ембріон Чистильнику, останній його вбиває. Малдера випускають із фургона Чистильника; Скаллі, нахилившись над Глибокою Горлянкою, чує його останні слова: «не довіряй нікому».
Через 13 днів Малдер, що перебуває в пригніченому стані, дзвонить до Скаллі та повідомляє — проєкт «Цілком таємно» прикрито.

## Знімались
| Актор             | Роль             |
| ----------------- | ---------------- |
| Девід Духовни     | Фокс Малдер      |
| Джилліан Андерсон | Дейна Скаллі     |
| Джеррі Гардін     | Глибока Горлянка |
| Ліндсі Ґінтер     | Чистильник       |
| Вільям Брюс Девіс | Курець           |

## Принагідно
- The Erlenmeyer Flask
- The Erlenmeyer Flask